# Правосудович, Михаил Елевферьевич
Михаи́л Елевфе́рьевич Правосудо́вич (1865, Тирасполь, Херсонская губерния — 29 октября 1929, СЛОН) — русский и советский инженер путей сообщения, конструктор паровозов, профессор.

## Биография
Родился в 1865 году в дворянской семье ординатора Тираспольского военного госпиталя. У него были единокровные брат и сестра, по-видимому, рождённые в первом браке отца Елевферия Правосудовича в Вильно:
- Емельян Елевферьевич Правосудович (1858—?) — окончил 1-ю Виленскую гимназию в 1876 году[1], после окончания университета преподавал историю и русскую словесность в еврейском учительском институте, в Виленском пехотном юнкерском училище(1886—1887), в мужской и женской гимназиях (1895—1898), был директором частной гимназии Н. А. Виноградова (гимназия в 1914 году эвакуирована в Москву)[2].
- Аделаида Елевферьевна Правосудович — после окончания института преподавала математику в младших классах Виленского Мариинского института (1911)[2].

Окончил Санкт-Петербургский технологический институт и Институт инженеров путей сообщения.
Трудовую деятельность начал изыскателем и производителем работ на Занеманских железнодорожных ветвях Петербургско-Варшавской железной дороги.
С 1898 года работал в службах тяги: старшим ревизором — на Харьково-Николаевской, начальником службы -на Юго-Восточной и Владикавказской, помощником начальника службы -Московской сети Московско-Виндаво-Рыбинской железных дорог.
Одновременно со службой на транспорте занимался изобретательством, конструированием, разработкой новых схем движения на железной дороге. Выступил соавтором В. И. Лопушинского в разработке эскизного проекта товарного паровоза серии Э в 1909 году.
С 1915 года был управляющим Московскими сетями Московско-Виндаво-Рыбинской железной дороги.
С 1918 года работал в Наркомате путей сообщения, с 1925 года был председателем Научно-технического комитета Наркомата путей сообщения. С 1926 года — профессор, первый заведующий кафедрой «Локомотивы и локомотивное хозяйство» в Ленинградском институте путей сообщения.
В начале 1929 года вместе с большой группой других старых специалистов-железнодорожников был арестован по обвинению во вредительстве; 22 мая осуждён — приговорён к 10 годам исправительно-трудовых лагерей с отбыванием в Соловецком лагере особого назначения, а 24 октября 1929 года приговорён к высшей мере наказания за подготовку к побегу; 29 октября 1929 года расстрелян вместе с другими заключёнными.
По протесту прокурора Архангельской области 16 августа 1989 года уголовное дело М. Е. Правосудовича было пересмотрено президиумом Архангельского областного суда и прекращено за отсутствием состава преступления.

## Родственники
Жена: Наталья Александровна. Их дети:
- Татьяна (11 августа 1897[7] Вильно — 1963 Ленинград) — советский художник, литограф, книжный иллюстратор. Член Ленинградского отделения Союза художников СССР.[8]
- Наталья (14 августа 1899, Вильно — 4 сентября 1988, Мерано, Италия) — русский духовный композитор, эмигрировала в конце 20-х гг., жила в Италии. Автор музыкальных произведений и мемуаров. Похоронена на Новом Евангелическом кладбище в Мерано.[9]
- Дмитрий (1901, Вильно — февраль 1942, Ленинград[10]) — советский инженер путей сообщения, репрессирован в 1935—1936 гг., умер от дистрофии в блокадном Ленинграде. Похоронен на Смоленском кладбище.[11].